# 橋本裕志
橋本 裕志（はしもと ひろし、1962年2月5日 - ）は、日本の脚本家。北海道出身。北海道旭川北高等学校、小樽商科大学卒業。

## 来歴
大学時代は演劇部で活動。上京して孫家邦主宰の劇団に所属し、荒戸源次郎に浦沢義雄を紹介される 。1989年、『とっておき Virgin Love! 童貞物語3』（バンダイ）で脚本家デビュー。その後浦沢の紹介で、アニメの脚本・シリーズ構成などに携わる。1998年の『ショムニ』以降は実写作品中心となる。

## 作品リスト

### アニメ
1989年
- らんま1/2

1990年
- 平成天才バカボン
- ウルトラマングラフィティ（OVA）

1991年
- それいけ!アンパンマン
- ウルトラマンキッズ 母をたずねて3000万光年（ - 1992年）

1992年
- 幽☆遊☆白書（ - 1995年）

1993年
- 忍たま乱太郎（ - 1997年）※第5期までを執筆

1995年
- 忍空（ - 1996年、シリーズ構成）

1996年
- ゲゲゲの鬼太郎（第4作）（ - 1998年）
- みどりのマキバオー（ - 1997年、シリーズ構成）

1997年
- HAUNTEDじゃんくしょん
- 金田一少年の事件簿（ - 2000年）
- 烈火の炎（ - 1998年、シリーズ構成）

1999年
- 小さな巨人 ミクロマン（シリーズ構成）

2000年
- 学校の怪談（ - 2001年、シリーズ構成）
- ONE PIECE 番外編

2001年
- パラッパラッパー（ - 2002年）

2002年
- アソボット戦記五九（ - 2003年、シリーズ構成）※第1話 - 第20話

2003年
- 金色のガッシュベル!!（ - 2006年、シリーズ構成）

### 映画
1989年
- とっておき Virgin Love! 童貞物語3

1992年
- 外科室

2000年
- 仮面学園

2001年
- ONE PIECE ねじまき島の冒険

2002年
- ONE PIECE 珍獣島のチョッパー王国

2004年
- 劇場版 金色のガッシュベル!!101番目の魔物

2008年
- フレフレ少女

2009年
- 守護天使

2011年
- 星守る犬

2014年
- テルマエ・ロマエII

2015年
- 映画 ビリギャル

2018年
- いぬやしき
- こんな夜更けにバナナかよ 愛しき実話

2021年
- そして、バトンは渡された

2022年
- 月の満ち欠け

### テレビドラマ
フジテレビ
- ショムニシリーズ（1998年・2000年・2002年）
- 板橋マダムス（1998年）
- 熱烈的中華飯店（2003年）
- 世にも奇妙な物語「超税金対策殺人事件」（2003年）
- ウォーターボーイズシリーズ（2003年・2004年・2005年）
- 再会（2012年）
- 女信長（2013年）
- リスクの神様（2015年）

TBS
- Mの悲劇（2005年）
- 華麗なる一族（2007年）
- 特急田中3号（2007年）
- 官僚たちの夏（2009年）
- 獣医ドリトル（2010年）
- 運命の人（2012年）
- 潜入探偵トカゲ（2013年）
- LEADERS リーダーズ（2014年）
- レッドクロス〜女たちの赤紙〜（2015年）
- 日本沈没-希望のひと-（2021年）[5]

テレビ朝日
- 熟年離婚（2005年）
- アンタッチャブル〜事件記者・鳴海遼子〜（2009年）
- 死神くん（2014年）
- 就活家族〜きっと、うまくいく〜（2017年）[6]
- オトナ高校（2017年）[7][8]
- リーガルV〜元弁護士・小鳥遊翔子〜（2018年）
- エアガール（2021年）
- 言霊荘（2021年）
- スカイキャッスル（2024年）

その他
- 天使が消えた街（2000年、日本テレビ）

### 配信ドラマ
- オトナ高校 エピソード0（2017年、AbemaTV）

## 受賞歴
- 1998年
  - 第17回ザテレビジョンドラマアカデミー賞 脚本賞（高橋留美と共に）（『ショムニ』）
- 2022年
  - 第30回橋田賞（『エアガール』『日本沈没-希望のひと-』）[9]